# Тенпјо канпо
Тенпјо канпо (天平感宝) је јапанска ера (ненко) која је наступила после Тенпјо и пре Тенпјо шохо ере. Временски је трајала неколико месеци, од априла до јула 749. године. Званично припада Нара периоду. Владајући монарх био је цар Шому.
Овај период се тешко налази у хронологијама будући да је трајала само четири месеца током последње године владавине цара Шомуа који се повлачи са власти и постаје будистички свештеник.

## Важнији догађаји Тенпјо канпо ере
- 749. (Тенпјо канпо 1, други дан седмог месеца): Након двадесетпетогодишње владавине цар Шому абдицира у корист своје ћереке Такано која по преузимању власти постаје царица Кокен. Након преноса власти цар Шому постаје будистички монах што га чини првим јапанским царем који се након владавине замонашио. Његова супруга Комјо, пратећи мужев пример такође постаје монахиња.[5][6]
- 749. (Тенпјо канпо 1, други дан седмог месеца): Како би се обележио долазак новог монарха именује се нова Тенпјо шохо ера.[3]